# Copa del Rey 1978/79
Die Copa del Rey 1978/79 war die 75. Austragung des spanischen Fußballpokals.
Der Wettbewerb startete am 12. September 1978 und endete mit dem Finale am 30. Juni 1979 im Estadio Vicente Calderón in Madrid. Titelverteidiger des Pokalwettbewerbes war der FC Barcelona. Den Titel gewann der FC Valencia durch einen 2:0-Erfolg im Finale gegen Real Madrid. Damit qualifizierte sich Valencia für den Europapokal der Pokalsieger 1979/80.

## Erste Runde
Die Hinspiele wurden am 12., 20., 21., 27., 29. und 30. September sowie am 1. Oktober, die Rückspiele am 1., 11., 12., 18. und 19. Oktober 1978 ausgetragen.
|                        | Gesamt        |                            | Hinspiel | Rückspiel |
| ---------------------- | ------------- | -------------------------- | -------- | --------- |
| CD Getxo               | 2:4           | Bilbao Athletic            | 1:2      | 1:2       |
| CD Toledo              | 3:9           | Atlético Madrid            | 1:5      | 2:4       |
| Real Sociedad          | 8:1           | CD Tudelano                | 6:1      | 2:0       |
| CD Numancia            | 2:4           | FC Burgos                  | 2:1      | 0:3       |
| Celta Vigo             | 4:0           | Alondras CF                | 0:0      | 4:0       |
| Hércules Alicante      | 3:1           | UD Vall d’Uixó             | 0:1      | 3:0       |
| CD Malgrat             | 0:9           | RCD Español                | 0:1      | 0:8       |
| Castilla CF            | 8:0           | CD Don Benito              | 6:0      | 2:0       |
| FC Granada             | 8:1           | CF Industrial Melilla      | 7:1      | 1:0       |
| UDC Chantrea           | 3:9           | Deportivo Alavés           | 1:4      | 2:5       |
| SD Gernika Club        | 0:4           | CA Osasuna                 | 0:1      | 0:3       |
| Sevilla Atlético       | 1:7           | Deportivo Xerez            | 0:2      | 1:5       |
| CD Logroñés            | 7:5           | SD Gimnástica Arandina     | 5:1      | 2:4       |
| CP Cacereño            | 2:2 3:5 i. E. | CD Díter Zafra             | 2:1      | 0:1       |
| AD Torrejón            | 6:0           | AD Arganda                 | 4:0      | 2:0       |
| CD Acero               | 3:2           | Ontinyent CF               | 3:0      | 0:2       |
| UE Sant Andreu         | 4:0           | SD Ibiza                   | 2:0      | 2:0       |
| SD Erandio Club        | 3:1           | SD Lemona                  | 3:1      | 0:0       |
| CD Baskonia            | 4:3           | CD Peña Sport              | 2:2      | 2:1       |
| CF Gandía              | 4:1           | CD Eldense                 | 4:0      | 0:1       |
| FC Andorra             | 4:2           | FC Badalona                | 1:0      | 3:2       |
| CD Manchego            | 1:2           | CD Carabanchel             | 1:0      | 0:2       |
| CD Málaga              | 4:1           | Linares CF                 | 3:1      | 1:0       |
| CD Atlético Baleares   | 5:6           | Crevillente CF             | 4:2      | 1:4       |
| AD Almería             | 3:1           | CA Malagueño               | 1:0      | 2:1       |
| Gimnástico Melilla CF  | 3:4           | Úbeda CF                   | 2:1      | 1:3       |
| Mérida Industrial CF   | 2:1           | CD Ciempozuelos            | 0:1      | 2:0       |
| Levante UD             | 5:2           | CD Villena                 | 5:0      | 0:2       |
| Real Linense           | 5:6           | Jerez Industrial           | 3:2      | 2:4       |
| UD Alzira              | 1:4           | FC Cartagena               | 1:2      | 0:2       |
| Betis Sevilla          | 2:2 5:3 i. E. | CD San Fernando            | 2:1      | 0:1       |
| Real Jaén              | 2:1           | Calvo Sotelo CF            | 0:1      | 2:0       |
| CD Gijón               | 0:2           | Real Oviedo                | 0:0      | 0:2       |
| SD Compostela          | 2:4           | CD Lugo                    | 1:3      | 1:1       |
| CD Ourense             | 5:1           | Gran Peña Celtista         | 4:1      | 1:0       |
| FC Extremadura         | 1:2           | CD Pegaso                  | 1:1      | 0:1       |
| Sestao SC              | 3:0           | Tolosa CF                  | 0:0      | 3:0       |
| UP Langreo             | 3:4           | Santoña CF                 | 3:2      | 0:2       |
| CD La Cava             | 0:8           | FC Girona                  | 0:3      | 0:5       |
| CE Sabadell            | 1:4           | UE Lleida                  | 0:0      | 1:4       |
| AgD Ceuta              | 3:2           | FC Algeciras               | 1:1      | 2:1       |
| FC Villarreal          | 4:4 3:2 i. E. | CD Castellón               | 1:1      | 3:3       |
| UD Español             | 6:2           | Paterna CF                 | 3:0      | 3:2       |
| CD Talavera            | 4:3           | CD Badajoz                 | 3:1      | 1:2       |
| Atlético Monzón        | 2:4           | SD Huesca                  | 2:2      | 0:2       |
| FC Córdoba             | 6:2           | CD Valdepeñas              | 5:1      | 1:1       |
| CD Naval               | 1:3           | CD Turón                   | 0:1      | 1:2       |
| CD Rota                | 3:10          | FC Sevilla                 | 2:5      | 1:5       |
| Racing Santander       | 3:1           | CD Ensidesa                | 2:1      | 1:0       |
| Toscal CF              | 0:7           | UD Las Palmas              | 0:5      | 0:2       |
| RC Portuense           | 1:2           | FC Cádiz                   | 1:1      | 0:1       |
| Valmaseda FC           | 4:2           | Real Unión                 | 2:0      | 2:2       |
| Puerto Real CF         | 1:2           | Recreativo Huelva          | 1:1      | 0:1       |
| AP Almansa             | 3:4           | Albacete Balompié          | 3:1      | 0:3       |
| UD Las Palmas Atlético | 2:3           | CD Teneriffa               | 1:0      | 1:3       |
| CD Leganés             | 2:3           | Rayo Vallecano             | 2:0      | 0:3       |
| AD Sabiñánigo          | 0:6           | Real Saragossa             | 0:0      | 0:6       |
| SD Almazán             | 1:7           | UD Salamanca               | 0:4      | 1:3       |
| Arousa SC              | 3:4           | Racing de Ferrol           | 2:1      | 1:3       |
| Deportivo La Coruña    | 4:3           | FC Pontevedra              | 3:1      | 1:2       |
| Arenas Club            | 0:8           | FC Barakaldo               | 0:3      | 0:5       |
| CD Masnou              | 2:5           | FC Terrassa                | 2:2      | 0:3       |
| Torrevieja CF          | 1:2           | FC Elche                   | 1:0      | 0:2       |
| Real Murcia            | 2:1           | Vinaroz CF                 | 2:0      | 0:1       |
| CF Villanovense        | 2:8           | CD Getafe                  | 2:3      | 0:5       |
| Real Valladolid        | 5:0           | FC Palencia                | 4:0      | 1:0       |
| Cultural Leonesa       | 3:1           | UD Gijón Industrial        | 2:0      | 1:1       |
| Caudal Deportivo       | 3:3 2:4 i. E. | Fabril Deportivo La Coruña | 3:1      | 0:2       |
| CD Colonia Moscardó    | 1:3           | CD San Fernando            | 1:0      | 0:3       |
| CD Júpiter             | 1:2           | Gimnàstic de Tarragona     | 1:2      | 0:0       |
| Zamora CF              | 3:3 7:6 i. E. | CD Calahorra               | 2:0      | 1:3       |
| SCF Celanova           | 1:8           | Club Turista               | 1:3      | 0:5       |
| CF Reus Deportiu       | 3:4           | UD Poblense                | 2:0      | 1:4       |
| CE l’Hospitalet        | 4:7           | UD Olot                    | 1:1      | 3:6       |
| FC Burgos Promesas     | 0:4           | CD Venta de Baños          | 0:0      | 0:4       |

- Real Valladolid Promesas erhielt ein Freilos.

## Zweite Runde
Die Hinspiele wurden am 25. Oktober sowie am 1. und 9. November, die Rückspiele am 1., 9., 14., 22., 23., 29. und 30. November sowie am 8. und 21. Dezember 1978 ausgetragen.
|                   | Gesamt        |                            | Hinspiel | Rückspiel |
| ----------------- | ------------- | -------------------------- | -------- | --------- |
| AD Almería        | 3:1           | CD San Fernando            | 1:0      | 2:1       |
| Real Murcia       | 2:1           | Levante UD                 | 1:0      | 1:1       |
| Cultural Leonesa  | 1:3           | Racing Santander           | 1:0      | 0:3       |
| Real Jaén         | 2:1           | Úbeda CF                   | 1:0      | 1:1       |
| CD Málaga         | 5:0           | Mérida Industrial CF       | 3:0      | 2:0       |
| Real Sociedad     | 5:1           | Sestao SC                  | 4:1      | 1:0       |
| CD Pegaso         | 2:3           | Atlético Madrid            | 0:1      | 2:2       |
| FC Terrassa       | 1:1 2:3 i. E. | UD Poblense                | 0:1      | 1:0       |
| FC Elche          | 3:1           | FC Villarreal              | 3:1      | 0:0       |
| FC Andorra        | 3:8           | RCD Español                | 2:5      | 1:3       |
| Real Saragossa    | 2:1           | SD Huesca                  | 1:1      | 1:0       |
| Albacete Balompié | 1:2           | Hércules Alicante          | 1:0      | 0:2       |
| CD Acero          | 2:4           | Crevillente CF             | 1:2      | 1:2       |
| CD Teneriffa      | 1:2           | UD Las Palmas              | 1:0      | 0:2       |
| Rayo Vallecano    | 6:2           | CD Talavera                | 4:0      | 2:2       |
| FC Sevilla        | 5:1           | CD Díter Zafra             | 4:1      | 1:0       |
| Club Turista      | 0:3           | Celta Vigo                 | 0:0      | 0:3       |
| UE Lleida         | 1:0           | UD Olot                    | 0:0      | 1:0       |
| FC Cádiz          | 5:1           | Jerez Industrial           | 5:0      | 0:1       |
| Recreativo Huelva | 2:4           | AgD Ceuta                  | 2:1      | 0:3       |
| Deportivo Xerez   | 1:5           | Betis Sevilla              | 1:1      | 0:4       |
| FC Granada        | 0:1           | FC Córdoba                 | 0:1      | 0:0       |
| CF Gandía         | 3:5           | Gimnàstic de Tarragona     | 3:2      | 0:3       |
| Castilla CF       | 7:0           | CD Carabanchel             | 1:0      | 6:0       |
| CD Venta de Baños | 2:10          | UD Salamanca               | 0:3      | 2:7       |
| Santoña CF        | 2:4           | Real Oviedo                | 2:1      | 0:3       |
| CD Lugo           | 2:2 2:5 i. E. | Deportivo La Coruña        | 1:0      | 1:2       |
| CD Baskonia       | 2:5           | CA Osasuna                 | 0:1      | 2:4       |
| CD Turón          | 0:8           | Fabril Deportivo La Coruña | 0:2      | 0:6       |
| Deportivo Alavés  | 4:1           | SD Erandio Club            | 4:0      | 0:1       |
| UE Sant Andreu    | 3:5           | FC Girona                  | 1:4      | 2:1       |
| Valmaseda FC      | 1:11          | Athletic Bilbao            | 0:3      | 1:8       |
| CD Ourense        | 2:4           | Racing de Ferrol           | 2:2      | 0:2       |
| UD Español        | 0:8           | FC Cartagena               | 0:1      | 0:7       |
| CD Getafe         | 4:2           | AD Torrejón                | 3:0      | 1:2       |
| FC Barakaldo      | 2:1           | Bilbao Athletic            | 1:0      | 1:1       |
| Zamora CF         | 4:2           | CD Logroñés                | 2:0      | 2:2       |
| FC Burgos         | 5:0           | Real Valladolid Promesas   | 4:0      | 1:0       |

- Real Valladolid erhielt ein Freilos.

## Dritte Runde
Die Hinspiele wurden am 9., 10. und 17. Januar, die Rückspiele am 23., 24., 25. und 31. Januar 1979 ausgetragen.
|                            | Gesamt        |                   | Hinspiel | Rückspiel |
| -------------------------- | ------------- | ----------------- | -------- | --------- |
| Atlético Madrid            | 3:3 1:4 i. E. | Real Madrid       | 1:1      | 2:2       |
| FC Barakaldo               | 1:2           | AgD Ceuta         | 1:0      | 0:2       |
| AD Almería                 | 4:3           | FC Cartagena      | 1:1      | 3:2       |
| Betis Sevilla              | 1:2           | UD Las Palmas     | 0:0      | 1:2       |
| FC Cádiz                   | 3:2           | Sporting Gijón    | 1:0      | 2:2       |
| Castilla CF                | 4:6           | Real Murcia       | 4:2      | 0:4       |
| Celta Vigo                 | 4:3           | Hércules Alicante | 2:0      | 2:3       |
| FC Córdoba                 | 3:7           | FC Sevilla        | 1:2      | 2:5       |
| Crevillente CF             | 1:2           | Rayo Vallecano    | 0:0      | 1:2       |
| Deportivo La Coruña        | 2:2 1:4 i. E. | Athletic Bilbao   | 2:2      | 0:0       |
| FC Girona                  | 1:3           | FC Valencia       | 0:2      | 1:1       |
| FC Elche                   | 2:2 5:4 i. E. | UD Poblense       | 1:0      | 1:2       |
| Fabril Deportivo La Coruña | 1:7           | UD Salamanca      | 1:3      | 0:4       |
| Real Jaén                  | 2:3           | CA Osasuna        | 1:1      | 1:2       |
| UE Lleida                  | 1:4           | Real Sociedad     | 0:1      | 1:3       |
| CD Málaga                  | 1:0           | Racing de Ferrol  | 0:0      | 1:0       |
| Real Oviedo                | 0:1           | Deportivo Alavés  | 0:0      | 0:1       |
| Racing Santander           | 4:2           | Zamora CF         | 3:0      | 1:2       |
| Gimnàstic de Tarragona     | 0:2           | FC Burgos         | 0:1      | 0:1       |
| Real Valladolid            | 3:2           | RCD Español       | 1:1      | 2:1       |
| Real Saragossa             | 5:1           | CD Getafe         | 4:1      | 1:0       |

## Vierte Runde
Die Hinspiele wurden am 7. Februar, die Rückspiele am 21. Februar 1979 ausgetragen.
|                  | Gesamt        |                 | Hinspiel | Rückspiel |
| ---------------- | ------------- | --------------- | -------- | --------- |
| Real Madrid      | 5:3           | UD Las Palmas   | 4:2      | 1:1       |
| CD Málaga        | 3:5           | Real Valladolid | 2:1      | 1:4       |
| CA Osasuna       | 2:2 3:2 i. E. | AD Almería      | 2:1      | 0:1       |
| Real Sociedad    | 3:4           | FC Valencia     | 1:2      | 2:2       |
| Racing Santander | 2:1           | AgD Ceuta       | 0:1      | 2:0       |
| Real Saragossa   | 6:5           | FC Cádiz        | 5:2      | 1:3       |

- Freilose: Real Murcia, Celta Vigo, FC Sevilla, Rayo Vallecano, Athletic Bilbao, FC Elche, UD Salamanca, Deportivo Alavés und FC Burgos.

## Achtelfinale
Die Hinspiele wurden am 21. und 28. Februar sowie am 1. April, die Rückspiele am 10., 18. und 25. April 1979 ausgetragen.
|                 | Gesamt        |                  | Hinspiel | Rückspiel |
| --------------- | ------------- | ---------------- | -------- | --------- |
| Athletic Bilbao | 2:3           | Real Saragossa   | 2:2      | 0:1       |
| FC Barcelona    | 4:5           | FC Valencia      | 4:1      | 0:4       |
| Celta Vigo      | 1:5           | Real Madrid      | 1:1      | 0:4       |
| Real Murcia     | 1:2           | Deportivo Alavés | 1:0      | 0:2       |
| CA Osasuna      | 3:1           | FC Elche         | 3:0      | 0:1       |
| Rayo Vallecano  | 0:2           | Racing Santander | 0:0      | 0:2       |
| UD Salamanca    | 1:2           | FC Sevilla       | 1:0      | 0:2       |
| Real Valladolid | 4:4 4:1 i. E. | FC Burgos        | 2:2      | 2:2       |

## Viertelfinale
Die Hinspiele wurden am 2. Mai und 6. Juni, die Rückspiele am 10. und 13. Juni 1979 ausgetragen.
|                  | Gesamt |                  | Hinspiel | Rückspiel |
| ---------------- | ------ | ---------------- | -------- | --------- |
| Deportivo Alavés | 0:4    | FC Valencia      | 0:1      | 0:3       |
| Real Madrid      | 2:1    | Real Saragossa   | 2:0      | 0:1       |
| FC Sevilla       | 4:1    | Racing Santander | 2:1      | 2:0       |
| Real Valladolid  | 4:2    | CA Osasuna       | 2:0      | 2:2       |

## Halbfinale
Die Hinspiele wurden am 16. und 20. Juni, die Rückspiele am 24. Juni 1979 ausgetragen.
|             | Gesamt |                 | Hinspiel | Rückspiel |
| ----------- | ------ | --------------- | -------- | --------- |
| FC Sevilla  | 1:2    | Real Madrid     | 0:0      | 1:2       |
| FC Valencia | 3:2    | Real Valladolid | 2:0      | 1:2       |

## Finale
| FC Valencia                                        | FC Valencia | Real Madrid | Real Madrid |
| -------------------------------------------------- | --- | --- | ----------- |
| FC Valencia                                        | \| 30. Juni 1979 in Madrid (Estadio Vicente Calderón) \| \| Ergebnis: 2:0 (1:0) \| \| Zuschauer: 70.000 \| \| Schiedsrichter: Emilio Carlos Guruceta Muro \|                                                                  | \| 30. Juni 1979 in Madrid (Estadio Vicente Calderón) \| \| Ergebnis: 2:0 (1:0) \| \| Zuschauer: 70.000 \| \| Schiedsrichter: Emilio Carlos Guruceta Muro \|                                                                                                   | Real Madrid |
| FC Valencia                                        | José Luis Manzanedo – José Carrete , Ricardo Arias, Manuel Botubot, José Cerveró – Rainer Bonhof, Ángel Castellanos, Daniel Solsona (86. Miguel Tendillo) – Enrique Saura, Mario Kempes, Darío Felman Cheftrainer: Pasieguito | Mariano García Remón (88. Javier Maté) – Isidoro San José, Gregorio Benito , Enrique Wolff, Isidro Díaz – Vicente del Bosque, Uli Stielike, García Hernández – Roberto Martínez, Santillana (12. Alberto Vitoria), Francisco Aguilar Cheftrainer: Luis Molowny | Real Madrid |
| FC Valencia                                        | 1:0 Mario Kempes (24.) 2:0 Mario Kempes (90.) | | Real Madrid |
| FC Valencia                                        | Enrique Saura (65.), José Cerveró (73.) | Isidoro San José (83.) | Real Madrid |
| FC Valencia                                        | Wolff verschießt Foulelfmeter (28.) | | Real Madrid |
| 30. Juni 1979 in Madrid (Estadio Vicente Calderón) | | |             |
| Ergebnis: 2:0 (1:0)                                | | |             |
| Zuschauer: 70.000                                  | | |             |
| Schiedsrichter: Emilio Carlos Guruceta Muro        | | |             |